# Slovenská menšina v Česku
Slovenská menšina v Česku představuje jednu z početně významnějších národnostních menšin na území Česka. Při Sčítání lidu, domů a bytů 2021 se ke slovenské národnosti přihlásilo 162 578 osob (vyplnění národnosti nebylo povinné).

## Demografie

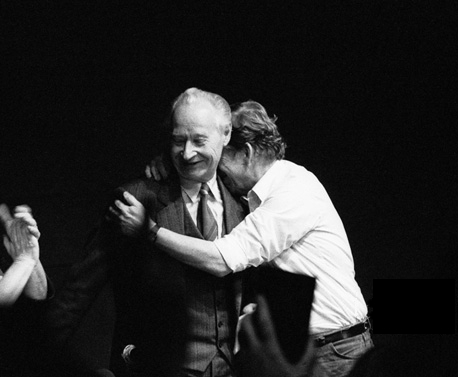
Alexander Dubček a Václav Havel v listopadu 1989

Geografické usídlení etnika v Česku je celoplošné, ale se zřetelnými regionálními rozdíly. Větší míra koncentrace Slováků je v Moravskoslezském (42 357[kdy?]), Ústeckém (21 172[kdy?]), Jihomoravském (15 452[kdy?]), Středočeském (14 191[kdy?]), Karlovarském kraji (13 655[kdy?]) a v Praze (17 406[kdy?]), naopak nejnižší je ve venkovských oblastech ve vnitrozemí.[kdy?]
V uvedených krajích se jedná převážně o Slováky a jejich potomky, kteří osídlovali pohraničí po roce 1945; značnou měrou šlo o reemigranty z Rumunska, Maďarska a Zakarpatské Ukrajiny. Do měst (např. Praha, Ostrava, Karviná) pak směřovala migrace za prací (na stavby, do těžkého průmyslu apod.). V 60. a 70. letech 20. století přišla do Prahy tzv. „úřednická migrace“ do řad stranického aparátu a armády.
V roce 1991 čítala menšina na území dnešní ČR 314 000 osob. Po rozdělení Československa došlo k výraznému snížení počtu, stále však Slováci zůstali nejpočetnější národnostní menšinou (zahraničního původu). Od 90. let směřuje významná migrace Slováků do největších českých měst za studiem a prací.
Podle údajů ze sčítání lidu z 26. března 2011 se v Česku hlásilo k slovenské národnosti 193 190 osob (1,47 % populace). Slovenská národnost tak po národnosti české (67,7 %) a moravské (5 %) tvořila třetí největší skupinu obyvatelstva podle národnosti. Podle údajů z 31. května 2011 žilo v Česku 78 977 cizinců se státním občanstvím Slovenska, mající zde trvalý či jiný typ pobytu, což je stavělo na druhé místo po občanech Ukrajiny (115 496).

## Moravští Slováci
V roce 1939 požadovala moravská kolaborantská organizace Národopisná Morava připojení jihovýchodní Moravy ke Slovenské republice s tím, že místní obyvatelé, tzv. Moravští Slováci, jsou také Slováci. Tato aktivita měla podporu na Slovensku a slovenská vláda vznesla vůči Německu požadavek na připojení části Moravy ke Slovensku. Německo však slovenskému požadavku nevyhovělo. 
Moravští Slováci se za (národnostní) Slováky vesměs nepovažují, hlásí se zpravidla k české, případně moravské národnosti.